# Campionato sudamericano di rugby 2008
Il campionato sudamericano di rugby 2008 (in spagnolo Sudamericano de Rugby 2008; in portoghese Campeonato Sul-Americano de Rugby de 2008) fu il 30º campionato continentale del Sudamerica di rugby a 15.
La sua prima divisione si tenne in forma itinerante dal 30 maggio al 22 novembre 2008 fra tre squadre nazionali e fu vinta dall'Argentina per la ventinovesima volta, diciottesima consecutiva.
La sua seconda divisione, il Sudamericano "B", coincise con il primo turno della zona americana di qualificazione alla Coppa del Mondo 2011; la squadra vincitrice di tale competizione infatti, oltre a guadagnare l'ammissione alla prima divisione del Sudamericano 2009, avrebbe dovuto affrontare la vincente del Campionato dei Caraibi 2008.
Il successo finale, a punteggio pieno, arrise all'Argentina, campione per la ventinovesima volta su altrettante partecipazioni e trenta edizioni complessive di torneo.
Il campionato di seconda divisione si tenne invece a giugno 2008 ad Asunción, capitale del Paraguay, e vide vincitore il Brasile che, oltre all'ammissione al Sudamericano "A" successivo, affrontò la squadra campione dei Caraibi nel quadro delle qualificazioni alla Coppa del Mondo di rugby 2011.
Il valore delle marcature, come stabilito dall’IRFB nel 1992, era: 5 punti per ciascuna meta (7 se trasformata), 3 punti per la realizzazione di ciascun calcio piazzato, idem per il drop.
Per entrambe le divisioni fu adottato per la prima volta il sistema di punteggio dell'Emisfero Sud: 4 punti per la vittoria, 2 per il pareggio, 0 per la sconfitta e un bonus di 1 punto per chi segni almeno 4 mete in un incontro oppure perda con 7 o meno punti di scarto.

## Squadre partecipanti
| Sudamericano “A” | Sudamericano “B” |
| ---------------- | ---------------- |
| Argentina        | Brasile          |
| Cile             | Colombia         |
| Uruguay          | Perù             |
|                  | Paraguay         |
|                  | Venezuela        |

## Sudamericano "A"

### Risultati
| Arbitro: | Salvador Encinas |

|           |      |                                           |
| Carracedo | mt   | Camacho (2) Fessia Gauthier (2) María (2) |
|           | tr   | Urdapilleta (4)                           |
| Arocena   | c.p. |                                           |

| Arbitro: | Gustavo Gerbasi |

|  |      | |
|  | mt   | Albarracín Camacho Gauthier Senatore Smidt Gómez Kodela Urdapilleta De Achaval Mieres (2) González Amorosino |
|  | tr   | Urdapilleta (2) Mieres (6)                                                                                   |
|  | c.p. | Valderrama                                                                                                   |

| Arbitro: | Javier Mancuso |

|                                        |      |                       |
| Arocena Brignoni (3) Etcheverry Giuria | mt   | F. de la Fuente Olave |
| Etcheverry (5)                         | tr   | Valderrama            |
| Arocena Etcheverry                     | c.p. |                       |

### Classifica
| Pos | Squadra   | G | V | N | P | PF  | PS  | DP   | BMP | Pt |
| --- | --------- | - | - | - | - | --- | --- | ---- | --- | -- |
| 1   | Argentina | 2 | 2 | 0 | 0 | 114 | 11  | +103 | 2   | 10 |
| 2   | Uruguay   | 2 | 1 | 0 | 1 | 54  | 55  | −1   | 1   | 5  |
| 3   | Cile      | 2 | 0 | 0 | 2 | 15  | 117 | −102 | 0   | 0  |

## Sudamericano "B"

### Risultati
| Data      | Incontro             | Risultato | Sede     |
| --------- | -------------------- | --------- | -------- |
| 19-6-2008 | Brasile ― Colombia   | 34–3      | Asunción |
| 19-6-2008 | Paraguay ― Venezuela | 44–3      | Asunción |
| 21-6-2008 | Paraguay ― Perù      | 71–0      | Asunción |
| 21-6-2008 | Colombia ― Venezuela | 15–32     | Asunción |
| 23-6-2008 | Brasile ― Venezuela  | 61–8      | Asunción |
| 23-6-2008 | Perù ― Colombia      | 20–25     | Asunción |
| 26-6-2008 | Brasile ― Perù       | 59–0      | Asunción |
| 26-6-2008 | Paraguay ― Colombia  | 60–7      | Asunción |
| 29-6-2008 | Venezuela ― Perù     | 41-3      | Asunción |
| 29-6-2008 | Paraguay ― Brasile   | 6–15      | Asunción |

### Classifica
|  | Classifica | G | V | N | P | PF  | PS  | P±   | B | PT |
|  | ---------- | - | - | - | - | --- | --- | ---- | - | -- |
|  | Brasile    | 4 | 4 | 0 | 0 | 169 | 17  | +152 | 3 | 19 |
|  | Paraguay   | 4 | 3 | 0 | 1 | 181 | 25  | +156 | 3 | 15 |
|  | Venezuela  | 4 | 2 | 0 | 2 | 84  | 123 | -39  | 2 | 10 |
|  | Colombia   | 4 | 1 | 0 | 3 | 50  | 146 | -96  | 1 | 5  |
|  | Perù       | 4 | 0 | 0 | 4 | 23  | 196 | -173 | 1 | 1  |